# Nhà nguyện Habán
Nhà nguyện Habán (tiếng Slovakia: Habánska kaplnka) là một nhà nguyện tọa lạc ở thị trấn Veľké Leváre, vùng Bratislava, Slovakia. Nhà nguyện này hoạt động trong một ngôi nhà lớn nằm trên quảng trường ở khu định cư Habán. Ngôi nhà lớn này được điều chỉnh thành một nhà nguyện theo phong cách kiến trúc Baroque trong thời kỳ tái Công giáo hóa vào năm 1760.

## Lịch sử
Nhà nguyện Habán được thánh hiến vào ngày 2 tháng 7 năm 1767. Nhà nguyện được trùng tu toàn bộ vào năm 1841. Lần trùng tu tiếp theo diễn ra vào năm 1991.
Nội thất của nhà nguyện được trùng tu trong hai năm 2006 và 2007. Công cuộc trùng tu bao gồm cấp điện mới, sửa chữa thạch cao, sơn sửa lại tranh vẽ, cửa sổ và cửa ra vào, bức tranh trên bàn thờ cũng được trùng tu.
Dưới sự cho phép của Maria Theresia, từ năm 1781 đến năm 1928, những người Habans chuyển đổi sang đức tin Công giáo có cha tinh thần riêng của họ, các thánh lễ được cử hành bằng tiếng Đức. Các tu sĩ dòng Tên và tu sĩ dòng Phanxicô cũng từng làm việc tại đây.

## Miêu tả
Nhà nguyện có sáu cửa sổ và hai cửa ra vào: phía trước là lối vào của giáo dân, phía bên là lối vào của linh mục. Có một quả chuông trong tòa tháp bằng gỗ.
Trên bàn thờ bên trong nhà nguyện có một bức tượng Đức Trinh Nữ Maria, một cây thánh giá, sáu chân đèn bằng gỗ mạ vàng, và di tích của các Thánh Sigismund, Thánh Francis thành Rome và Thánh Ladislav vua của Hungary.